# Arcos aórticos

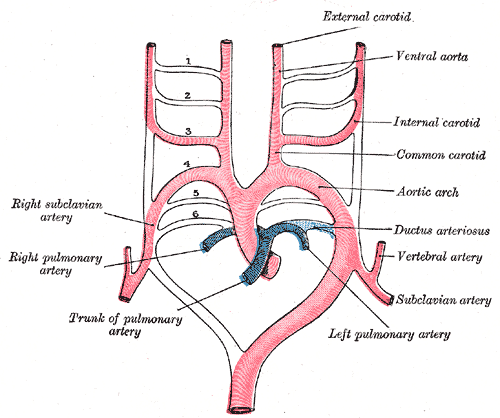
Esquema de los arcos aórticos y su destino

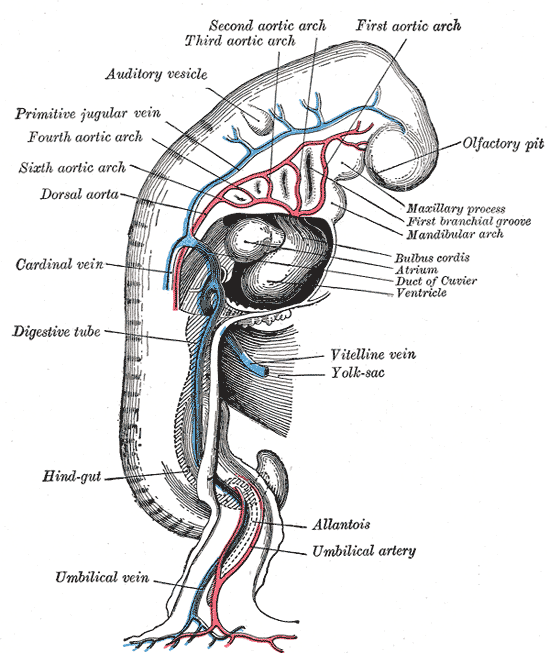
Vista de perfil de un embrión humano de aprox. 20 o 21 días

Los arcos aórticos son unas anastomosis que hay en los primeros estadios del embrión. La función de estos arcos es hacer de puente entre la aorta ventral (saco aórtico) y las aortas dorsales.

## Características
Los arcos aórticos irrigan unas zonas llamadas arcos faríngeos, de forma similar a las branquias de los peces, pero cuya función no es respiratoria. Hay cinco arcos aórticos: se denominan arco I, arco II, arco III, arco IV y arco VI (el arco V nunca se desarrolla y, si lo hace, desaparece inmediatamente en su totalidad). No todos se desarrollarán a la vez, y no todos perdurarán:
- El arco aórtico I se oblitera muy temprano y deja de funcionar, quedando un pequeño vestigio llamado arteria maxilar.
- El arco aórtico II también se oblitera, quedando solamente dos vestigios: arteria hioidea y arteria estapedia.
- El arco aórtico III perdura y se hipertrofia. Dará lugar a la arteria carótida común primitiva.
- Esta carótida primitiva se dividirá en carótida externa y carótida interna. La carótida externa estará formada por los restos del antiguo saco aórtico que llevaba la sangre a los arcos I y II; mientras que la carótida interna estará formada por las antiguas aortas dorsales cefálicas.
- El arco IV no se desarrolla por igual, la zona izquierda se hipertrofia, dando lugar al cayado aórtico. De él saldrán tres grandes vasos:
  - El primero (tronco braquiocefálico) son restos de la zona derecha del arco IV.
  - El segundo (arteria carótida) primitiva izquierda es el arco III izquierdo.
  - El tercero (arteria subclavia) será la 7.ª arteria segmentaria.
  - La zona derecha decíamos, daba lugar al tronco braquiocefálico. La zona proximal del arco, se une al arco III izquierdo y a la 7.ª segmentaria derecha. La zona distal, que se unía a la aorta dorsal, desaparecerá. Puede darse el caso que la zona derecha también se hipertrofie y la zona distal no desaparezca dando lugar a un doble cayado aórtico. Las personas que sufren este mal tienen problemas en la deglución y en la respiración, al comprimir el doble cayado, la tráquea y el esófago.
- El 5.º arco desaparece en su totalidad en humanos.
- En el arco VI, se forman dos ramificaciones (futuras arterias pulmonares). La zona de unión del arco VI con la arteria aorta se llama conducto arterioso. Ese conducto, se tiende a cerrar cuando el bebé nace, quedando como remanente un ligamento que une el cayado aórtico con la bifurcación del tronco pulmonar. Si este conducto no se cerrase, entonces la sangre aórtica se acabaría mezclando con la sangre del tronco pulmonar.

## Curiosidades
El sistema circulatorio del embrión es muy similar al de los peces de acuerdo a la teoría de la recapitulación propuesta por Fritz Müller y Ernst Haeckel:
- Ambos tienen un corazón con una sola aurícula y un solo ventrículo. La posición de este es por debajo de la faringe en ambos casos.
- Ambos contienen un saco aórtico que sale del corazón.
- Ambos tienen dos aorta dorsal, que distribuirá la sangre a las diferentes partes. Esta aorta, en ambos casos, tendrá unas arterias segmentarias que distribuirán la sangre a las distintas partes.
- En el caso del pez, la arteria segmentaria que irriga las aletas delanteras es la 7.ª segmentaria y en el caso del embrión, la arteria que irriga el esbozo de extremidad superior (arteria subclavia) es también la 7.ª segmentaria.
- Las aorta dorsal, en un primer momento eran dos, pero en ambos casos se fusiona desde el extremo C7 hasta la zona caudal. Desde el extremo C7 hasta la zona craneal no se fusionan, quedando dos aortas dorsales, que darán lugar al sistema carotídeo interno.
- Ambos tienen unas arterias que hacen de puente. En el caso de los peces, además éstas arterias de unión sirven para realizar el intercambio gaseoso, mientras que en embriones humanos simplemente tienen función de unión.
- Ambos tienen un sistema venoso cardinal, que se unen en un vaso llamado vena cardinal común o conducto de Cuvier (derecho e izquierdo) y se unen en el seno venoso, antes de pasar a la aurícula.
- Esto es una de las cosas que demuestran que tenemos algunos vestigios de nuestros primeros antepasados vertebrados: los peces.